# Sentimentai
«Sentimentai» (с лит. — «Чувства») — песня литовской певицы Моники Лю, с которой она представила Литву на конкурсе песни «Евровидение-2022» в Турине, Италия.

## Предыстория и релиз
7 декабря 2021 года Литовское национальное радио и телевидение объявило, что Моника Лю прошла этапы отбора для участия в национальном отборе на «Евровидение». На следующий день был опубликован список песен всех участников, Моника Лю фигурировала там с песней «Sentimentai».
Решение принять участие в отборе на «Евровидение» возникло спонтанно во время записи альбома в Лондоне.
22 января 2022 года она исполнила песню на третьем этапе соревнований и прошла в полуфинал. В полуфинале она возглавила список с 24-ю очками и вышла в финал. 12 февраля песня заняла первое место в финале и была выбрана для представления Литвы на «Евровидении». Это первая с 1999 года песня полностью на литовском языке.
На следующей учётной неделе после третьего этапа конкурса песня смогла дебютировать на первом месте в литовском чате синглов, причём это была единственная песня из отбора, попавшая в топ-100. После второго полуфинала, где выступала Лю, песня вновь поднялась на первую строчку. Всего песня провела на вершине шесть недель.
Известно, что песня войдёт в предстоящий альбом исполнительницы, в него войдёт девятиминутная версия трека.

## Содержание
Любинаите объяснила, что с помощью песни она хочет показать людям в Европе, как звучит литовский язык. В песне поётся о женщине, которая живет прошлым. Певица рассказала, что ей самой нравится оглядываться на свою молодость, с которой у ней связаны особые чувства.

## Музыкальное видео
16 февраля 2022 года было представлено официальное музыкальное видео, снятое Витаутасом Яшаускасом. В видео также были добавлены английские субтитры.

## На «Евровидении-2022»
66-й конкурс песни «Евровидения» прошёл в Турине, Италия, и состоял из двух полуфиналов, которые состоялись 10 и 12 мая 2022 года, а финал — 14 мая. Согласно правилам «Евровидения», все страны-участницы, за исключением принимающей страны и «большой пятёрки» (Германия, Франция, Италия, Испания и Великобритания), должны сначала принять участие в полуфинале, чтобы выйти в финал. 25 января 2022 года по результатам жеребьевки полуфиналов было решено, что Литва выступит в первой половине первого полуфинала. Песня прошла в финал, где заняла 14 место.

## Чарты
| Чарт (2022)   | Высшая позиция |
| ------------- | -------------- |
| Литва (AGATA) | 1              |

## История релиза
| Регион | Дата           | Формат                      | Лейбл      | Ист.   |
| ------ | -------------- | --------------------------- | ---------- | ------ |
| Мир    | 18 января 2022 | цифровая загрузка, стриминг | без лейбла | [ 21 ] |